# Inception
Inception is een Amerikaans-Britse film geregisseerd door Christopher Nolan uit 2010. De hoofdrolspelers zijn Leonardo DiCaprio, Marion Cotillard, Ellen Page, Tom Hardy en Joseph Gordon-Levitt. De film wordt omschreven als een scifi-thriller waarin realiteit en dromen met elkaar verweven raken. In de Verenigde Staten ging de film op 16 juli 2010 in première, in België en Nederland op 22 juli 2010. De film won vier Oscars tijdens de 83ste Oscaruitreiking, die voor beste cinematografie,  beste visuele effecten, beste geluidsmixing en beste geluidsbewerking.

## Verhaal
In de film staat een groep van vijf 'dieven' (bedrijfsspionnen) centraal, van wie Dom Cobb (Leonardo DiCaprio) het hoofdpersonage vormt. Dom Cobb is een 'extractor', iemand die bedrijfsgeheimen en ideeën steelt uit de gedachten van anderen terwijl zij al dromende in slaap zijn. De film begint wanneer Cobb met zijn rechterhand Arthur (Joseph Gordon-Levitt) de droom binnengedrongen is van de machtige zakenman Saito (Ken Watanabe). Het doel is geheime informatie te bemachtigen, wat de dieven hier proberen door Saito in zijn droom ervan te overtuigen dat hij wakker is en gebruik moet maken van de diensten van Cobb, die zijn ware bedoelingen verhult achter behulpzaamheid. Helaas voor Cobb en Arthur heeft Saito een lucide droom. Daar is mede Cobbs overleden vrouw Mal (Marion Cotillard) verantwoordelijk voor, wier herinnering Cobb achtervolgt en hem hindert in zijn droomactiviteiten. De voor dit echtpaar traumatische voorgeschiedenis ontvouwt zich langzaam in de loop van het verhaal, gedurende enkele intense scènes.

De Penrose-trap (vergelijk de litho Klimmen en dalen van M.C. Escher) komt in de film voor als voorbeeld van een onmogelijke figuur die werkelijkheid kan worden in een lucide droom. Escher wordt ook in de film genoemd.

Wanneer de dieven en Saito wakker worden in een appartement, blijkt Saito, die kennelijk overmeesterd was nog voordat de film begon, hen te hebben willen testen. Aanvankelijk stelt hij dat ze gefaald hebben, maar wanneer déze scène weer een droom in een droom blijkt te zijn, raakt Saito onder de indruk. Hij biedt Cobb dan ook een nieuwe, veel moeilijkere opdracht aan: inceptie, dat is de inplanting van een idee en wel in de geest van de grootste concurrent van Saito.
Aanvankelijk weigeren de droomdieven, maar Saito speelt zijn laatste troef uit. Eén telefoontje van hem en Cobb zal zonder enige problemen eindelijk terug kunnen keren naar zijn thuis in de VS, waar hij tijden daarvoor gevlucht is wegens verdenking van moord op zijn vrouw. Zodoende gaat Cobb overstag, in de hoop ooit ook weer zijn twee kinderen te kunnen zien. Deze kinderen komen gedurende de droomscènes en flashbacks enkele malen voorbij, maar telkens blijven hun gezichten onzichtbaar.
Het slachtoffer van de inceptie is Robert Fischer (Cillian Murphy), zoon van een terminaal zieke zakenman, Maurice Fischer (Pete Postlethwaite). Doel is daarbij Fischer er onbewust van te overtuigen zich anders tegenover zijn vader en nog levende peetvader te gaan verhouden, met als direct gevolg het opbreken van vaders machtige imperium. Om dit te doen rekruteert Cobb Eames (Tom Hardy), iemand die binnen andermans dromen de verschijning van anderen aan kan nemen (onder andere de peetoom van Robert Fischer), Yusuf (Dileep Rao), een specialist in verdovingen en medicamenten en Ariadne (Ellen Page), een studente architectuur uit Parijs die getraind wordt om droomwerelden te ontwerpen (wat noodzakelijk is voor het voorbereiden van de opdracht).
Als de oudere Fischer overlijdt in Sydney, delen Saito en zijn team de vlucht die Robert Fischer terug naar Los Angeles neemt. Onderweg verdoven ze hem en treden ze Yusufs droom binnen, een regenachtige stedelijke omgeving waarin ze Robert Fischer ontvoeren. Echter, Fischers onderbewustzijn is niet het meest malse, dus ze stuiten onverwacht op gewapend verzet van diens onderbewuste projecties, waarbij Saito ernstig gewond raakt. Cobb verheldert in de volgende scène dat in de huidige omstandigheden (ze hebben allen een verdovend middel binnen gekregen) sterven in de droomwereld betekent dat ze erin gevangen blijven, een voorgeborchte, een wereld van ongestructureerde dromen en schijnbaar eindeloze tijd. Cobb vertelt tevens aan Ariadne onder vier ogen dat hij en Mal jaren in dat voorgeborchte hebben doorgebracht, waar ze een complete wereld bouwden voor zichzelf. Na hun ontwaken bleef Mal ervan overtuigd dat ze nog altijd droomden, waarop ze zelfmoord pleegde om te kunnen ontsnappen aan de droom. Alvorens dat te doen, maakte ze Cobb echter zwart alsof hij haar met de dood had bedreigd, om Cobb ook zover te kunnen krijgen zelfmoord te plegen. Hij vluchtte na haar dood echter, vlak voordat hij de gezichten van zijn kinderen nog een keer goed kon bekijken.
Eames verandert in Peter Browning (Tom Berenger), Fischers peetvader, om nadere informatie omtrent Robert en Maurice Fischer en hun onderlinge band te verkrijgen. Daarna gaat de hele ploeg een busje in waarna ze opnieuw onder verdoving een nieuwe droom binnentreden, ditmaal die van Arthur. Een droom in een droom. Nu bevinden ze zich in een hotel, waar Cobb Robert Fischer ervan overtuigt dat diens ontvoering op het eerste niveau was opgezet door Fischers peetvader en dat ze nu het bewustzijn van die persoon moeten binnentreden om achter de motiveringen te komen. Zodoende belandt men in een derde niveau (een droom in een droom in een droom), Eames' droom, waar ze een fortificatie in besneeuwde bergen moeten zien binnen te dringen. Hier, diep in het fort, heeft de architect Ariadne het cruciale idee gepland dat Robert Fischer op nieuwe gedachten moet brengen. Om het team te wekken en te beschermen blijft in ieder niveau een teamlid achter, zodat deze personen tezamen op hetzelfde moment een kick kunnen veroorzaken bij de teamleden, zodat ze wakker worden tot in het bovenste niveau. Deze kicks zijn, van onder naar boven, het laten ontploffen van het bergfort, de lift met teamleden met explosieven door de liftschacht te schieten en het busje met teamleden van een hoge brug af te rijden, het water in.
Diep in de droom van het derde niveau wordt Fischer neergeschoten door Mal, zodat hij in het voorgeborchte terechtkomt. Ariadne en Cobb volgen hem en gaan de confrontatie met Mal aan. Zij probeert Cobb over te halen bij haar in het limbo te blijven door hem aan de werkelijkheid te laten twijfelen. In deze scène onthult Cobb dat hij ooit eerder een inceptie gedaan heeft en dat was bij Mal zelf. Omdat hij en Mal vele lange jaren (in droomtijd) in het voorgeborchte verbleven, wilde zij er niet meer weg. Hij plantte een idee diep in haar geest, dat duidelijk maakte dat de dood de uitweg was uit de droomwerkelijkheid (wanneer men in een droomwereld sterft, wordt men wakker). Het idee leidde er echter toe dat Mal helemaal niet meer in een uiteindelijke werkelijkheid kon geloven, wat tot haar zelfmoord leidde. Nu valt ze Cobb aan, maar Ariadne schiet haar neer (droomprojecties kunnen neergehaald worden). Pas op dit moment kan Cobb na zo'n lange tijd zijn vrouw eindelijk loslaten en zeggen dat ze hun tijd samen gehad hebben.
Cobb zelf blijft ook na de kicks nog in het voorgeborchte, omdat in het eerste niveau Saito bezweken is aan zijn verwonding en hij hem terug wil vinden. Hij vindt hem zwaar verouderd na een déjà vu van de beginscène en een spaarzame dialoog vindt plaats. De volgende scène vindt plaats in het vliegtuig naar Los Angeles, waarin iedereen goed en wel zit. En bovenal: wakker is. Saito belt onmiddellijk, volgens afspraak, waarop Cobb veilig en zonder problemen langs de douane komt en terugkeert naar zijn familie en kinderen. Als een laatste controle pakt hij zijn 'totem', een voorwerp waarmee droomdieven als hij kunnen nagaan of ze wakker zijn of niet. Het zijne komt van zijn vrouw, een klein metalen tolletje. Als het omvalt, is hij terug in de realiteit. Hij laat het ding draaien op het tafelblad, maar raakt afgeleid omdat zijn twee kinderen binnengebracht worden. De scène die hij niet af kon maken omdat hij destijds op de vlucht moest slaan, maakt hij nu wel af. Of de tol uiteindelijk valt of draaien blijft (en of we ons dus in de gewone wereld of in een droom bevinden), ontgaat daarmee aan onze blik. In de allerlaatste seconden van de film zien we die tol eerst ongestoord verder draaien (dan toch een droom?) maar dan vlak voor de aftiteling een héél klein beetje wankelen, met de suggestie dat Dom zich dan toch in de echte wereld bevindt.

## Rolverdeling
- Leonardo DiCaprio - Dominic “Dom” Cobb
- Joseph Gordon-Levitt - Arthur
- Ellen Page - Ariadne
- Tom Hardy - Eames
- Ken Watanabe - Mr. Saito
- Marion Cotillard - Mal Cobb-Miles
- Cillian Murphy - Robert Fischer
- Dileep Rao - Yusuf
- Tom Berenger - Browning
- Michael Caine - Professor Miles
- Pete Postlethwaite - Maurice Fischer
- Lukas Haas - Nash
- Matt Vogel - Zeke

Van de eerste letters van de namen van de hoofdrolspelers kun je het Engelse woord "Dreams" (Dromen) maken: Dominic, Robert, Eames, Arthur/Ariadne, Mal, Saito. Dit heeft Nolan in de film gestopt als een Easter egg.

## Muziek
De soundtrack van de film werd gecomponeerd door Hans Zimmer, die in het verleden al een paar keer samenwerkte met regisseur Christopher Nolan. In de film is ook het nummer Non, je ne regrette rien van de Franse zangeres Édith Piaf vaak te horen. Enkele stukken uit de soundtrack zijn in feite een bewerking van het nummer van Piaf. Zo is "Half Remembered Dream" een vertraagde versie van "Non, je ne regrette rien". Opmerkelijk is ook dat actrice Marion Cotillard een Academy Award won voor haar rol als Édith Piaf in La vie en rose (2007).
1. "Half Remembered Dream"
2. "We Built Our Own World"
3. "Dream Is Collapsing"
4. "Radical Notion"
5. "Old Souls"
6. "528491"
7. "Mombasa"
8. "One Simple Idea"
9. "Dream Within a Dream"
10. "Waiting for a Train"
11. "Paradox"
12. "Time"
13. "Projections" - Bonustrack
14. "Don't Think About Elephants" - Bonustrack

## Productie
James Franco wilde een rol in de film maar kon niet wegens andere opnames. De rol ging uiteindelijk naar Joseph Gordon-Levitt.
De opnames vonden plaats in onder meer Los Angeles, Londen, Tokio, Tanger en Parijs.

## Trivia
- Regisseur Christopher Nolan liet zich voor het maken van de film inspireren door oude spionagefilms zoals onder meer de eerste James Bond-films.[2] Dat is onder meer te merken aan de actiescènes met vele skiërs en sneeuwscooters. Maar ook de Japanse animatiefilm Paprika diende als inspiratiebron.
- Nolan wilde al langer met Leonardo DiCaprio samenwerken. De twee hadden elkaar dan ook al meerdere keren ontmoet voor de opnames van andere films van Nolan.
- Het personage van Ellen Page is vernoemd naar Ariadne, een figuur uit de Griekse en Romeinse mythologie. Ze is bekend van het verhaal waarin ze Theseus helpt ontsnappen uit een labyrint.
- In de film Following (1998) van Nolan heet een van de hoofdpersonages ook Cobb.
- De South Park-aflevering Insheeption is een parodie op de film.
- Ook in The Simpsons, aflevering 16 van het 23ste seizoen (How I Wet Your Mother), wordt de film geparodieerd.